# 대한민국의 고등학교 교과목
대한민국의 고등학교 교과목은 대한민국의 고등학교에서 배우는 과목이다. 7차 교육과정까지 국민 기본 공통 교과와 선택 중심 교과(일반선택, 심화선택, 전문교과)로 나뉘었으나, 2015 개정 교육과정 현재 한국사 과목만이 필수 이수 교과이며, 나머지 교과목은 전부 선택 과목이다. 단위 수업 시간은 50분이다.
공통 교과는 계열에 관계없이 모든 고등학교에 적용된다. 선택 교과는 7차 교육과정 이후 고등학교 2~3학년에게 적용되는 교육과정이며 학생과 학교, 교육청에 의해서 정해지게 된다. 교과란에 과목 옆 숫자는 교육부 기준 단위수이며, 학교에서는 이 기준단위수를 증가시키거나, 감소시켜 학생들에게 이수시킬 수 있다.

## 현행 교과목 (2022 개정 교육과정)
2022 개정 교육과정은 2025년 입학생부터 적용되었며, 처음으로 고교학점제가 도입되었다.

### 공통 과목
공통 과목의 기본 학점은 4학점이며, 1학점 범위 내에서 감하여 편성 및 운영할 수 있다. 단, 한국사의 기본 학점은
3학점이며 감하여 편성 및 운영할 수 없다.
- 공통국어 (1, 2)
- 공통수학 (1, 2), 기본수학 (1, 2) : 공통수학 대신 기본수학을 이수할 수 있다.
- 공통영어 (1, 2), 기본영어 (1, 2) : 공통수학 대신 기본영어를 이수할 수 있다.
- 한국사 (1, 2)
- 통합사회 (1, 2)
- 통합과학 (1, 2), 과학탐구실험 (1, 2)

### 선택 과목
선택 과목의 기본 학점은 4학점이다. 단, 체육, 예술, 교양 교과의 기본 학점은 3학점이다. 선택 과목은 1학점 범위 내에서 증감하여 편성⋅운영할 수 있다.

#### 보통 교과
| 일반 선택 교과               | 일반 선택 교과 | 일반 선택 교과 |
| ---------------------------- | -------------- | --- |
| 국어과                       | 일반 선택      | 화법과 언어, 독서와 작문, 문학 |
| 국어과                       | 진로 선택      | 주제 탐구 독서, 문학과 영상, 직무 의사소통 |
| 국어과                       | 융합 선택      | 독서 토론과 글쓰기, 매체 의사소통, 언어생활 탐구 |
| 수학과                       | 일반 선택      | 대수, 미적분Ⅰ, 확률과 통계 |
| 수학과                       | 진로 선택      | 기하, 미적분Ⅱ, 경제 수학, 인공지능 수학, 직무 수학 |
| 수학과                       | 융합 선택      | 수학과 문화, 실용 통계, 수학과제 탐구 |
| 영어과                       | 일반 선택      | 영어Ⅰ, 영어Ⅱ, 영어 독해와 작문 |
| 영어과                       | 진로 선택      | 영미 문학 읽기, 영어 발표와 토론, 심화 영어, 심화 영어 독해와 작문, 직무 영어 |
| 영어과                       | 융합 선택      | 실생활 영어 회화, 미디어 영어, 세계 문화와 영어 |
| 사회과 (역사/도덕 포함)      | 일반 선택      | 세계시민과 지리, 세계사, 사회와 문화, 현대사회와 윤리 |
| 사회과 (역사/도덕 포함)      | 진로 선택      | 한국지리 탐구, 도시의 미래 탐구, 동아시아 역사 기행, 정치, 법과 사회, 경제, 윤리와 사상, 인문학과 윤리, 국제 관계의 이해 |
| 사회과 (역사/도덕 포함)      | 융합 선택      | 여행지리, 역사로 탐구하는 현대 세계, 사회문제 탐구, 금융과 경제생활, 윤리문제 탐구, 기후변화와 지속가능한 세계 |
| 과학과                       | 일반 선택      | 물리학, 화학, 생명과학, 지구과학 |
| 과학과                       | 진로 선택      | 역학과 에너지, 전자기와 양자, 물질과 에너지, 화학 반응의 세계, 세포와 물질대사, 생물의 유전, 지구시스템과학, 행성우주과학 |
| 과학과                       | 융합 선택      | 과학의 역사와 문화, 기후변화와 환경생태, 융합과학 탐구 |
| 체육과                       | 일반 선택      | 체육1, 체육2 |
| 체육과                       | 진로 선택      | 운동과 건강, 스포츠 문화*, 스포츠 과학* |
| 체육과                       | 융합 선택      | 스포츠 생활1, 스포츠 생활2 |
| 예술과                       | 일반 선택      | 음악, 미술, 연극 |
| 예술과                       | 진로 선택      | 음악 연주와 창작, 음악 감상과 비평, 미술 창작, 미술 감상과 비평 |
| 예술과                       | 융합 선택      | 음악과 미디어, 미술과 매체 |
| 기술·가정과                  | 일반 선택      | 기술·가정 |
| 기술·가정과                  | 진로 선택      | 로봇과 공학세계, 생활과학 탐구 |
| 기술·가정과                  | 융합 선택      | 창의 공학 설계, 지식 재산 일반, 생애 설계와 자립*, 아동발달과 부모 |
| 정보과                       | 일반 선택      | 정보 |
| 정보과                       | 진로 선택      | 인공지능 기초, 데이터 과학 |
| 정보과                       | 융합 선택      | 소프트웨어와 생활 |
| 제2외국어과                  | 일반 선택      | 독일어, 프랑스어, 스페인어, 중국어, 일본어, 러시아어, 아랍어, 베트남어 |
| 제2외국어과                  | 진로 선택      | 독일어 회화, 프랑스어 회화, 스페인어 회화, 중국어 회화, 일본어 회화, 러시아어 회화, 아랍어 회화, 베트남어 회화, 심화 독일어, 심화 프랑스어, 심화 스페인어, 심화 중국어, 심화 일본어, 심화 러시아어, 심화 아랍어, 심화 베트남어 |
| 제2외국어과                  | 융합 선택      | 독일어권 문화, 프랑스어권 문화, 스페인어권 문화, 중국 문화, 일본 문화, 러시아 문화, 아랍 문화, 베트남 문화 |
| 한문과                       | 일반 선택      | 한문 |
| 한문과                       | 진로 선택      | 한문 고전 읽기 |
| 한문과                       | 융합 선택      | 언어생활과 한자 |
| 교양과                       | 일반 선택      | 진로와 직업, 생태와 환경 |
| 교양과                       | 진로 선택      | 인간과 철학, 논리와 사고, 인간과 심리, 교육의 이해, 삶과 종교, 보건 |
| 교양과                       | 융합 선택      | 인간과 경제활동, 논술 |
| 특수 목적 고등학교 선택 교과 |                | |
| 과학 계열                    | 진로 선택      | 전문 수학, 이산 수학, 고급 기하, 고급 대수, 고급 미적분, 고급 물리학, 고급 화학, 고급 생명과학, 고급 지구과학, 과학과제 연구, 정보과학 |
| 과학 계열                    | 융합 선택      | 물리학 실험, 화학 실험, 생명과학 실험, 지구과학 실험 |
| 체육 계열                    | 진로 선택      | 스포츠 개론, 육상, 체조, 수상 스포츠, 기초 체육 전공 실기, 심화 체육 전공 실기, 고급 체육 전공 실기, 스포츠 경기 체력, 스포츠 경기 기술, 스포츠 경기 분석 |
| 체육 계열                    | 융합 선택      | 스포츠 교육, 스포츠 생리의학, 스포츠 행정 및 경영 |
| 예술 계열                    | 진로 선택      | 음악 이론, 음악사, 시창·청음, 음악 전공 실기, 합창·합주, 음악 공연 실습, 미술 이론, 드로잉, 미술사, 미술 전공 실기, 조형 탐구, 무용의 이해, 무용과 몸, 무용 기초 실기, 무용 전공 실기, 안무, 무용 제작 실습, 무용 감상과 비평, 문예 창작의 이해, 문장론, 문학 감상과 비평, 시 창작, 소설 창작, 극 창작, 연극과 몸, 연극과 말, 연기, 무대 미술과 기술, 연극 제작 실습, 연극 감상과 비평, 영화의 이해, 촬영·조명, 편집·사운드, 영화 제작 실습, 영화 감상과 비평, 사진의 이해, 사진 촬영, 사진 표현 기법, 영상 제작의 이해, 사진 감상과 비평 |
| 예술 계열                    | 융합 선택      | 음악과 문화, 미술 매체 탐구, 미술과 사회, 무용과 매체, 문학과 매체, 연극과 삶, 영화와 삶, 사진과 삶 |
| 외국어·국제 계열             | 진로 선택      | 전공 기초 독일어, 독일어 회화Ⅰ, 독일어 회화Ⅱ, 독일어 독해와 작문Ⅰ, 독일어 독해와 작문Ⅱ, 심화 독일어†, 전공 기초 프랑스어, 프랑스어 회화Ⅰ, 프랑스어 회화Ⅱ, 프랑스어 독해와 작문Ⅰ, 프랑스어 독해와 작문Ⅱ, 심화 프랑스어†, 전공 기초 스페인어, 스페인어 회화Ⅰ, 스페인어 회화Ⅱ, 스페인어 독해와 작문Ⅰ, 스페인어 독해와 작문Ⅱ, 심화 스페인어†, 전공 기초 중국어, 중국어 회화Ⅰ, 중국어 회화Ⅱ, 중국어 독해와 작문Ⅰ, 중국어 독해와 작문Ⅱ, 심화 중국어†, 전공 기초 일본어, 일본어 회화Ⅰ, 일본어 회화Ⅱ, 일본어 독해와 작문Ⅰ, 일본어 독해와 작문Ⅱ, 심화 일본어†, 전공 기초 러시아어, 러시아어 회화Ⅰ, 러시아어 회화Ⅱ, 러시아어 독해와 작문Ⅰ, 러시아어 독해와 작문Ⅱ, 심화 러시아어†, 전공 기초 아랍어, 아랍어 회화Ⅰ, 아랍어 회화Ⅱ, 아랍어 독해와 작문Ⅰ, 아랍어 독해와 작문Ⅱ, 심화 아랍어†, 전공 기초 베트남어, 베트남어 회화Ⅰ, 베트남어 회화Ⅱ, 베트남어 독해와 작문Ⅰ, 베트남어 독해와 작문Ⅱ, 심화 베트남어† |
| 외국어·국제 계열             | 융합 선택      | 독일어권 문화†, 프랑스어권 문화†, 스페인어권 문화†, 중국 문화†, 일본 문화†, 러시아 문화†, 아랍 문화†, 베트남 문화† |

- (*) 표시가 된 과목은 2학점 과목이다.
- (†) 표시가 된 과목은 보통 교과 과목이며, 외국어·국제 계열 고등학교 전공 관련 선택 과목으로 편성 및 운영할 수 있다.

#### 전문 교과
| 공통 과목             | 성공적인 직업생활, 노동 인권과 산업 안전 보건, 디지털과 직업 생활 | 성공적인 직업생활, 노동 인권과 산업 안전 보건, 디지털과 직업 생활 |
| 경영·금융             | 전공 일반                                                         | 상업 경제, 기업과 경영, 사무 관리, 회계 원리, 회계 정보 처리 시스템, 기업 자원 통합 관리, 세무 일반, 유통 일반, 무역 일반, 무역 영어, 금융 일반, 보험 일반, 마케팅과 광고, 창업 일반, 비즈니스 커뮤니케이션, 전자 상거래 일반 |
| 경영·금융             | 전공 실무                                                         | 총무, 인사, 노무 관리, 비서, 사무 행정, 예산·자금, 회계 실무, 세무 실무, 유통 관리, 구매 조달, 자재 관리, 공정 관리, 공급망 관리, 품질 관리, 물류 관리, 수출입 관리, 원산지 관리, 창구 사무, 무역 금융 업무, 고객 관리, 전자 상거래 실무, 매장 판매 |
| 보건·복지             | 전공 일반                                                         | 인간 발달, 보육 원리와 보육 교사, 보육 과정, 아동 생활 지도, 아동 복지, 보육 실습, 영유아 교수 방법, 생활 서비스 산업의 이해, 복지 서비스의 기초, 사회 복지 시설의 이해, 공중 보건, 인체 구조와 기능, 간호의 기초, 기초 간호 임상 실무, 보건 간호, 보건 의료 법규, 치과 간호 임상 실무 |
| 보건·복지             | 전공 실무                                                         | 영유아 건강·안전·영양 지도, 영유아 놀이 지도, 사회 복지 시설 실무, 대인 복지 서비스, 요양 지원 |
| 문화·예술·디자인·방송 | 전공 일반                                                         | 문화 콘텐츠 산업 일반, 미디어 콘텐츠 일반, 영상 제작 기초, 애니메이션 기초, 음악 콘텐츠 제작 기초, 디자인 제도, 디자인 일반, 조형, 색채 일반, 컴퓨터 그래픽, 공예 일반, 공예 재료와 도구, 방송 일반 |
| 문화·예술·디자인·방송 | 전공 실무                                                         | 영화 콘텐츠 제작, 음악 콘텐츠 제작, 광고 콘텐츠 제작, 게임 기획, 게임 디자인, 게임 프로그래밍, 애니메이션 콘텐츠 제작, 만화 콘텐츠 제작, 캐릭터 제작, 스마트 문화 앱 콘텐츠 제작, VR·AR 콘텐츠 제작, 시각 디자인, 제품 디자인, 디지털 디자인, 실내 디자인, 색채 디자인, 편집 디자인, 도자기 공예, 목공예, 금속 공예, 방송 콘텐츠 제작, 방송 제작 시스템 운용 |
| 미용                  | 전공 일반                                                         | 미용의 기초, 미용 안전·보건 |
| 미용                  | 전공 실무                                                         | 헤어 미용, 피부 미용, 메이크업, 네일 미용 |
| 관광·레저             | 전공 일반                                                         | 관광 일반, 관광 서비스, 관광 영어, 관광 일본어, 관광 중국어, 관광 문화와 자원, 관광 콘텐츠 개발, 전시·컨벤션·이벤트 일반, 레저 서비스 일반 |
| 관광·레저             | 전공 실무                                                         | 호텔 식음료 서비스 실무, 호텔 객실 서비스 실무, 국내 여행 서비스 실무, 국외 여행 서비스 실무, 전시·컨벤션·이벤트 실무, 카지노 서비스 실무 |
| 식품·조리             | 전공 일반                                                         | 식품과 영양, 기초 조리, 디저트 조리, 식음료 기초, 식품 과학, 식품 위생, 식품 가공 기술, 식품 분석 |
| 식품·조리             | 전공 실무                                                         | 한식 조리, 양식 조리, 중식 조리, 일식 조리, 바리스타, 바텐더, 식공간 연출, 수산 식품 가공, 축산 식품 가공, 유제품 가공, 건강 기능 식품 가공, 김치·반찬 가공, 음료·주류 가공, 식품 품질 관리, 떡 제조, 제과, 제빵 |
| 건축·토목             | 전공 일반                                                         | 공업 일반, 기초 제도, 건축 일반, 건축 기초 실습, 건축 도면 해석과 제도, 토목 일반, 토목 도면 해석과 제도, 건설 재료, 역학 기초, 토질·수리, 측량 기초, 드론 기초, 스마트 시티 기초, 건물 정보 관리 기초 |
| 건축·토목             | 전공 실무                                                         | 철근 콘크리트 시공, 건축 목공 시공, 건축 마감 시공, 건축 도장 시공, 건축 설계, 토목 설계, 토목 시공, 지적, 측량, 공간 정보 구축, 공간 정보 융합 서비스, 소형 무인기 운용·조종, 국토 도시 계획, 교통 계획·설계, 주거 서비스 |
| 기계                  | 전공 일반                                                         | 기계 제도, 기계 기초 공작, 전자 기계 이론, 기계 일반, 자동차 일반, 기계 기초 역학, 냉동 공조 일반, 유체 기계, 산업 설비, 자동차 기관, 자동차 섀시, 자동차 전기·전자 제어, 선박 이론, 선박 구조, 선박 건조, 선체 도면 독도와 제도, 항공기 일반, 항공기 실무 기초 |
| 기계                  | 전공 실무                                                         | 기계요소 설계, 기계 제어 설계, 선반 가공, 밀링 가공, 연삭 가공, 컴퓨터 활용 생산, 측정, 성형 가공, 특수 가공, 기계 수동 조립, 기계 소프트웨어 개발, 운반 하역 기계 설치·정비, 건설 광산 기계 설치·정비, 공작 기계 설치·정비, 승강기 설치·정비, 오토바이 정비, 자전거 정비, 사출 금형 설계, 사출 금형 제작, 사출 금형 품질 관리, 사출 금형 조립, 프레스 금형 설계, 프레스 금형 제작, 프레스 금형 품질 관리, 프레스 금형 조립, 배관 시공, 냉동 공조 설계, 냉동 공조 유지 보수 관리, 보일러 설치·정비, 판금·제관, 피복 아크 용접, 이산화탄소·가스 메탈 아크 용접, 가스 텅스텐 아크 용접, 로봇 용접, 보일러 장치 설치, 냉동 공조 장치 설치, 자동차 전기·전자 장치 정비, 자동차 엔진 정비, 자동차 섀시 정비, 자동차 차체 정비, 자동차 도장, 자동차 정비 검사, 자동차 튜닝, 선체 조립, 전장 생산, 선체 생산 설계, 항공기 기체 제작, 항공기 전기·전자 장비 제작, 항공기 기체 정비, 항공기 가스 터빈 엔진 정비, 항공기 왕복 엔진 정비, 항공기 계통 정비, 항공기 전기·전자 장비 정비, 소형 무인기 정비, 항공기 정비 관리 |
| 재료                  | 전공 일반                                                         | 재료 일반, 재료 시험, 세라믹 재료, 세라믹 원리·공정 |
| 재료                  | 전공 실무                                                         | 제선, 제강, 압연, 주조, 금속 재료 가공, 금속 열처리, 도금, 금속 재료 신뢰성 시험, 도자기, 탄소 재료, 응용 세라믹 제조 |
| 화학 공업             | 전공 일반                                                         | 공업 화학, 제조 화학, 스마트 공정 제어, 화공 플랜트 기계, 화공 플랜트 전기, 바이오 기초 화학, 에너지 공업 기초, 에너지 화공 소재 생산 |
| 화학 공업             | 전공 실무                                                         | 화학 분석, 화학 물질 관리, 화학 공정 유지 운영, 기능성 정밀 화학 제품 제조, 고분자 제품 제조, 바이오 의약품 제조, 바이오 화학 제품 제조, 화장품 제조, 에너지 설비 유틸리티, 신재생 에너지 실무 |
| 섬유·의류             | 전공 일반                                                         | 섬유 재료, 섬유 공정, 염색·가공 기초, 패션 소재, 패션 디자인의 기초, 의복 구성의 기초, 편물, 패션 마케팅 |
| 섬유·의류             | 전공 실무                                                         | 텍스타일 디자인, 방적·방사, 제포, 염색·가공, 패션 디자인의 실제, 패턴 메이킹, 서양 의복 구성과 생산, 니트 의류 생산, 한국 의복 구성과 생산, 패션 소품 디자인과 생산, 패션 상품 유통 관리, 비주얼 머천다이징 |
| 전기·전자             | 전공 일반                                                         | 전기 회로, 전기 기기, 전기 설비, 자동화 설비, 전기·전자 일반, 전자 회로, 전기·전자 측정, 디지털 논리 회로, 전자 제어 |
| 전기·전자             | 전공 실무                                                         | 발전 설비 운영, 송·변전 배전 설비 운영, 전기 기기 설계, 전기 기기 제작, 전기 기기 유지 보수, 전기 설비 운영, 내선 공사, 외선 공사, 자동 제어 기기 제작, 자동 제어 시스템 유지 정비, 자동 제어 시스템 운영, 전기 철도 시공, 전기 철도 시설물 유지 보수, 철도 신호 제어 시공, 전자 제품 생산, 전자 부품 생산, 전자 제품 설치 정비, 가전 기기 시스템 소프트웨어 개발, 가전 기기 하드웨어 개발, 가전 기기·기구 개발, 산업용 전자 기기 하드웨어 개발, 산업용 전자 기기·기구 개발, 산업용 전자 기기 소프트웨어 개발, 정보 통신 기기 하드웨어 개발, 정보 통신 기기 소프트웨어 개발, 전자 응용 기기 하드웨어 개발, 전자 응용 기기 기구 개발, 전자 응용 기기 소프트웨어 개발, 전자 부품 기구 개발, 반도체 개발, 반도체 제조, 반도체 장비, 반도체 재료, 디스플레이 생산, 로봇 하드웨어 설계, 로봇 기구 개발, 로봇 소프트웨어 개발, 로봇 지능 개발, 로봇 유지 보수, 의료 기기 연구 개발, 의료 기기 인허가, 의료 기기 생산, LED 기술 개발, 3D 프린터 개발, 3D 프린터용 제품 제작                                            |
| 정보·통신             | 전공 일반                                                         | 통신 일반, 통신 시스템, 정보 통신, 정보 처리와 관리, 컴퓨터 구조, 프로그래밍, 자료 구조, 알고리즘 설계, 컴퓨터 시스템 일반, 컴퓨터 네트워크, 인공지능 일반, 사물 인터넷과 센서 제어 |
| 정보·통신             | 전공 실무                                                         | 네트워크 구축, 유선 통신 구축·운용, 무선 통신 구축·운용, 초고속망 서비스 관리 운용, 응용 프로그래밍 개발, 응용 프로그래밍 화면 구현, 시스템 프로그래밍, 데이터베이스 프로그래밍, 네트워크 프로그래밍, 시스템 관리 및 지원, 빅 데이터 분석, 인공지능 모델링, 정보 보호 관리, 컴퓨터 보안, 사물 인터넷 서비스 기획 |
| 환경·안전·소방        | 전공 일반                                                         | 인간과 환경, 환경 화학 기초, 환경 기술, 환경과 생태, 산업 안전 보건 기초, 소방 기초, 소방 법규, 소방 건축, 소방 기계, 소방 전기 |
| 환경·안전·소방        | 전공 실무                                                         | 대기 관리, 수질 관리, 폐기물 관리, 소음 진동 관리, 토양·지하수 관리, 환경 유해 관리, 환경 생태 복원 관리, 기계 안전 관리, 전기 안전 관리, 건설 안전 관리, 화공 안전 관리, 가스 안전 관리, 소방 시설 설계, 소방 시설 공사, 소방 안전 관리 |
| 농림·축산             | 전공 일반                                                         | 농업 이해, 농업 기초 기술, 농업 경영, 재배, 농산물 유통, 농산물 거래, 관광 농업, 친환경 농업, 생명 공학 기술, 농업 정보 관리, 농업 창업 일반, 원예, 생산 자재, 조경 식물 관리, 화훼 장식 기초, 산림 휴양, 산림 자원, 임산 가공, 조림, 조경, 동물 자원, 반려동물 관리, 곤충 산업 일반, 농업 기계, 농업 기계 공작, 농업 기계 운전 작업, 농업용 전기·전자, 농업 토목 제도·설계, 농업 토목 시공·측량, 농업 생산 환경 일반 |
| 농림·축산             | 전공 실무                                                         | 수도작 재배, 전특작 재배, 육종, 종자 생산, 농촌 체험 상품 개발, 농촌 체험 시설 운영, 스마트 팜 운영, 채소 재배, 과수 재배, 화훼 재배, 화훼 장식, 버섯 재배, 임업 종묘, 산림 조성, 산림 보호, 임산물 생산, 목재 가공, 펄프·종이 제조, 조경 설계, 조경 시공, 조경 관리, 종축, 수의 보조, 애완동물 미용, 젖소 사육, 돼지 사육, 가금 사육, 한우 사육, 말 사육, 곤충 사육, 농업용 기계 설치·정비, 농업 생산 환경 조성 |
| 수산·해운             | 전공 일반                                                         | 해양의 이해, 수산·해운 산업 기초, 해양 생산 일반, 해양 오염·방제, 전자 통신 운용, 어선 전문, 수산 일반, 수산 생물, 수산 양식 일반, 수산 경영, 수산물 유통, 양식 생물 질병, 관상 생물 기초, 수산 해양 창업, 활어 취급 일반, 해양 레저 관광, 요트 조종, 잠수 기술, 항해 기초, 해사 일반, 해사 법규, 선박 운용, 선화 운송, 항만 물류 일반, 해사 영어, 항해사 직무, 열기관, 선박 보조 기계, 선박 전기·전자, 기관 실무 기초, 기관 직무 일반 |
| 수산·해운             | 전공 실무                                                         | 근해 어업, 원양 어업, 해면 양식, 수산 종묘 생산, 내수면 양식, 수산 질병 관리, 수상 레저 기구 조종, 일반 잠수, 산업 잠수, 어촌 체험 상품 개발, 어촌 체험 시설 운영, 선박 통신, 선박 갑판 관리, 선박 운항 관리, 선박 안전 관리, 선박 기기 운용, 기관사 직무, 선박 기관 정비, 선박 보조 기계 정비 |
| 융복합·지식 재산      | 전공 일반                                                         | 스마트 공장 일반, 스마트 공장 운용, 스마트 공장 설계와 구축, 발명·특허 기초, 발명과 기업가 정신, 발명과 디자인, 발명과 메이커 |
| 융복합·지식 재산      | 전공 실무                                                         | 스마트 설비 실무, 특허 정보 조사·분석, 특허 출원의 실제, 지식 재산 관리 |

### 창의적 체험활동
창의적 체험활동은 자율⋅자치 활동, 동아리 활동, 진로 활동으로 이루어져 있다.

## 현행 교과목 (2015 개정 교육과정)
2015 개정 교육과정은 2018년 입학생부터 적용되었으며, 한국사는 2020년 입학생부터 적용되었다. 이때부터 공통 과목이 다시 부활했고 문이과 통합교육과정이 처음으로 도입되었으며, 특성화 고등학교와 산업수요 맞춤형 고등학교에서 배우는 전문 교과Ⅱ는 NCS(국가직무능력표준)를 기반으로 하였다.

### 공통 교과
- 국어 : 국어는 8단위로 짜여진다.
- 통합사회 : 통합사회는 8단위로 짜여진다.
- 한국사 : 한국사는 6단위로 짜여진다.
- 수학 : 수학은 8단위로 짜여진다.
- 통합과학, 과학탐구실험 : 일반 고등학교(자율 고등학교 포함)와 특수목적 고등학교(산업수요 맞춤형 고등학교 제외)는 통합과학 8단위, 과학탐구실험 2단위로 짜여지며, 특성화 고등학교와 산업수요 맞춤형 고등학교는 통합과학 8단위로 짜여진다.
- 영어 : 영어는 8단위로 짜여진다.

### 선택 교과

#### 일반 교과
| 기초과목군              | 기초과목군 | 기초과목군                                                                                      |
| ----------------------- | ---------- | ----------------------------------------------------------------------------------------------- |
| 국어과                  | 일반 선택  | 화법과 작문, 독서, 언어와 매체, 문학                                                            |
| 국어과                  | 진로 선택  | 실용 국어, 심화 국어, 고전 읽기                                                                 |
| 수학과                  | 일반 선택  | 수학Ⅰ, 수학Ⅱ, 미적분, 확률과 통계                                                               |
| 수학과                  | 진로 선택  | 기본 수학, 실용 수학, 인공지능 수학, 기하, 경제 수학, 수학과제 탐구                             |
| 영어과                  | 일반 선택  | 영어Ⅰ, 영어Ⅱ, 영어 회화, 영어 독해와 작문                                                       |
| 영어과                  | 진로 선택  | 기본 영어, 실용 영어, 영어권 문화, 진로 영어, 영미 문학 읽기                                    |
| 탐구과목군              |            |                                                                                                 |
| 사회과 (역사/도덕 포함) | 일반 선택  | 한국지리, 세계지리, 세계사, 동아시아사, 경제, 정치와 법, 사회·문화, 생활과 윤리, 윤리와 사상    |
| 사회과 (역사/도덕 포함) | 진로 선택  | 여행지리, 사회문제 탐구, 고전과 윤리                                                            |
| 과학과                  | 일반 선택  | 물리학Ⅰ, 화학Ⅰ, 생명과학Ⅰ, 지구과학Ⅰ                                                            |
| 과학과                  | 진로 선택  | 물리학Ⅱ, 화학Ⅱ, 생명과학Ⅱ, 지구과학Ⅱ, 과학사, 생활과 과학, 융합과학                             |
| 체육·예술과목군         |            |                                                                                                 |
| 체육과                  | 일반 선택  | 체육, 운동과 건강                                                                               |
| 체육과                  | 진로 선택  | 스포츠 생활, 체육 탐구                                                                          |
| 예술과                  | 일반 선택  | 음악, 미술, 연극                                                                                |
| 예술과                  | 진로 선택  | 음악 연주, 음악 감상과 비평, 미술 창작, 미술 감상과 비평                                        |
| 생활·교양과목군         |            |                                                                                                 |
| 기술·가정과             | 일반 선택  | 기술·가정, 정보                                                                                 |
| 기술·가정과             | 진로 선택  | 농업 생명 과학, 공학 일반, 창의 경영, 해양 문화와 기술, 가정과학, 지식 재산 일반, 인공지능 기초 |
| 제2외국어과             | 일반 선택  | 독일어Ⅰ, 프랑스어Ⅰ, 스페인어Ⅰ, 중국어Ⅰ, 일본어Ⅰ, 러시아어Ⅰ, 아랍어Ⅰ, 베트남어Ⅰ                  |
| 제2외국어과             | 진로 선택  | 독일어Ⅱ, 프랑스어Ⅱ, 스페인어Ⅱ, 중국어Ⅱ, 일본어Ⅱ, 러시아어Ⅱ, 아랍어Ⅱ, 베트남어Ⅱ                  |
| 한문과                  | 일반 선택  | 한문Ⅰ                                                                                           |
| 한문과                  | 진로 선택  | 한문Ⅱ                                                                                           |
| 교양과                  | 일반 선택  | 철학, 논리학, 심리학, 교육학, 종교학, 진로와 직업, 보건, 환경, 실용 경제, 논술                  |

- 기본 수학, 기본 영어는 2021학년도부터 적용되었다.
- 인공지능 수학, 인공지능 기초는 2021학년도 2학기부터 적용되었다.

#### 전문 교과
| 전문 교과Ⅰ         | 전문 교과Ⅰ | 전문 교과Ⅰ |
| ------------------ | --- | --- |
| 과학 계열          | 심화 수학Ⅰ, 심화 수학Ⅱ, 고급 수학Ⅰ, 고급 수학Ⅱ, 고급 물리학, 고급 화학, 고급 생명과학, 고급 지구과학, 물리학 실험, 화학 실험, 생명과학 실험, 지구과학 실험, 정보과학, 융합과학 탐구, 과학과제 연구, 생태와 환경 | 심화 수학Ⅰ, 심화 수학Ⅱ, 고급 수학Ⅰ, 고급 수학Ⅱ, 고급 물리학, 고급 화학, 고급 생명과학, 고급 지구과학, 물리학 실험, 화학 실험, 생명과학 실험, 지구과학 실험, 정보과학, 융합과학 탐구, 과학과제 연구, 생태와 환경 |
| 체육 계열          | 스포츠 개론, 체육과 진로, 탐구 체육, 지도법 육상 운동, 체조 운동, 수상 운동, 개인·대인 운동, 단체 운동, 체육 전공, 실기 기초, 체육 전공 실기 심화, 체육 전공 실기 응용, 스포츠 경기, 체력, 스포츠 경기 실습, 스포츠 경기 분석 | 스포츠 개론, 체육과 진로, 탐구 체육, 지도법 육상 운동, 체조 운동, 수상 운동, 개인·대인 운동, 단체 운동, 체육 전공, 실기 기초, 체육 전공 실기 심화, 체육 전공 실기 응용, 스포츠 경기, 체력, 스포츠 경기 실습, 스포츠 경기 분석 |
| 예술 계열          | 음악 이론, 음악사, 시창·청음, 음악 전공 실기, 합창, 합주, 공연실습, 미술 이론, 미술사, 드로잉, 평면 조형, 입체 조형, 매체 미술, 미술 전공 실기, 무용의 이해, 무용과 몸, 무용 기초 실기, 무용 전공 실기, 무용 음악 실습, 안무, 무용과 매체, 무용 감상과 비평, 문예 창작 입문, 문학 개론, 문장론, 문학과 매체, 고전문학 감상, 현대문학 감상, 시 창작, 소설 창작, 극 창작, 연극의 이해, 연기, 무대기술, 연극 제작 실습, 연극 감상과 비평, 영화의 이해, 영화기술, 시나리오, 영화 제작 실습, 영화 감상과 비평, 사진의 이해, 기초 촬영, 암실 실기, 중급 촬영, 사진 표현 기법, 영상 제작의 이해, 사진 영상 편집, 사진 감상과 비평 | 음악 이론, 음악사, 시창·청음, 음악 전공 실기, 합창, 합주, 공연실습, 미술 이론, 미술사, 드로잉, 평면 조형, 입체 조형, 매체 미술, 미술 전공 실기, 무용의 이해, 무용과 몸, 무용 기초 실기, 무용 전공 실기, 무용 음악 실습, 안무, 무용과 매체, 무용 감상과 비평, 문예 창작 입문, 문학 개론, 문장론, 문학과 매체, 고전문학 감상, 현대문학 감상, 시 창작, 소설 창작, 극 창작, 연극의 이해, 연기, 무대기술, 연극 제작 실습, 연극 감상과 비평, 영화의 이해, 영화기술, 시나리오, 영화 제작 실습, 영화 감상과 비평, 사진의 이해, 기초 촬영, 암실 실기, 중급 촬영, 사진 표현 기법, 영상 제작의 이해, 사진 영상 편집, 사진 감상과 비평 |
| 외국어 계열        | 심화 영어 회화Ⅰ, 심화 영어 회화Ⅱ, 심화 영어Ⅰ, 심화 영어Ⅱ, 심화 영어 독해Ⅰ, 심화 영어 독해Ⅱ, 심화 영어 작문Ⅰ, 심화 영어 작문Ⅱ, 전공 기초 독일어, 독일어 회화Ⅰ, 독일어 회화Ⅱ, 독일어 독해와 작문Ⅰ, 독일어 독해와 작문Ⅱ, 독일어권 문화, 전공 기초 프랑스어 프랑스어 회화Ⅰ, 프랑스어 회화Ⅱ, 프랑스어 독해와 작문Ⅰ, 프랑스어 독해와 작문Ⅱ, 프랑스어권 문화, 전공 기초 스페인어, 스페인어 회화Ⅰ, 스페인어 회화Ⅱ, 스페인어 독해와 작문Ⅰ, 스페인어 독해와 작문Ⅱ, 스페인어권 문화, 전공 기초 중국어, 중국어 회화Ⅰ, 중국어 회화Ⅱ, 중국어 독해와 작문Ⅰ, 중국어 독해와 작문Ⅱ, 중국 문화, 전공 기초 일본어, 일본어 회화Ⅰ, 일본어 회화Ⅱ, 일본어 독해와 작문Ⅰ, 일본어 독해와 작문Ⅱ, 일본 문화, 전공 기초 러시아어, 러시아어 회화Ⅰ, 러시아어 회화Ⅱ, 러시아어 독해와 작문Ⅰ, 러시아어 독해와 작문Ⅱ, 러시아 문화, 전공 기초 아랍어, 아랍어 회화Ⅰ, 아랍어 회화Ⅱ, 아랍어 독해와 작문Ⅰ, 아랍어 독해와 작문Ⅱ, 아랍 문화, 전공 기초 베트남어, 베트남어 회화Ⅰ, 베트남어 회화Ⅱ, 베트남어 독해와 작문Ⅰ, 베트남어 독해와 작문Ⅱ, 베트남 문화 | 심화 영어 회화Ⅰ, 심화 영어 회화Ⅱ, 심화 영어Ⅰ, 심화 영어Ⅱ, 심화 영어 독해Ⅰ, 심화 영어 독해Ⅱ, 심화 영어 작문Ⅰ, 심화 영어 작문Ⅱ, 전공 기초 독일어, 독일어 회화Ⅰ, 독일어 회화Ⅱ, 독일어 독해와 작문Ⅰ, 독일어 독해와 작문Ⅱ, 독일어권 문화, 전공 기초 프랑스어 프랑스어 회화Ⅰ, 프랑스어 회화Ⅱ, 프랑스어 독해와 작문Ⅰ, 프랑스어 독해와 작문Ⅱ, 프랑스어권 문화, 전공 기초 스페인어, 스페인어 회화Ⅰ, 스페인어 회화Ⅱ, 스페인어 독해와 작문Ⅰ, 스페인어 독해와 작문Ⅱ, 스페인어권 문화, 전공 기초 중국어, 중국어 회화Ⅰ, 중국어 회화Ⅱ, 중국어 독해와 작문Ⅰ, 중국어 독해와 작문Ⅱ, 중국 문화, 전공 기초 일본어, 일본어 회화Ⅰ, 일본어 회화Ⅱ, 일본어 독해와 작문Ⅰ, 일본어 독해와 작문Ⅱ, 일본 문화, 전공 기초 러시아어, 러시아어 회화Ⅰ, 러시아어 회화Ⅱ, 러시아어 독해와 작문Ⅰ, 러시아어 독해와 작문Ⅱ, 러시아 문화, 전공 기초 아랍어, 아랍어 회화Ⅰ, 아랍어 회화Ⅱ, 아랍어 독해와 작문Ⅰ, 아랍어 독해와 작문Ⅱ, 아랍 문화, 전공 기초 베트남어, 베트남어 회화Ⅰ, 베트남어 회화Ⅱ, 베트남어 독해와 작문Ⅰ, 베트남어 독해와 작문Ⅱ, 베트남 문화                                |
| 국제 계열          | 국제 정치, 국제 경제, 국제법, 지역 이해, 한국 사회의 이해, 비교 문화, 세계 문제와 미래 사회, 국제 관계와 국제기구, 현대 세계의 변화, 사회 탐구 방법, 사회과제 연구 | 국제 정치, 국제 경제, 국제법, 지역 이해, 한국 사회의 이해, 비교 문화, 세계 문제와 미래 사회, 국제 관계와 국제기구, 현대 세계의 변화, 사회 탐구 방법, 사회과제 연구 |
| 전문 교과Ⅱ         | | |
| 공통 과목          | 성공적인 직업생활 | 성공적인 직업생활 |
| 경영·금융          | 기초 과목 | 상업 경제, 사무 관리, 회계 원리, 회계 정보 처리 시스템, 기업 자원 통합 관리, 세무 일반, 유통 일반, 국제 상무, 비즈니스 영어, 금융 일반, 보험 일반, 마케팅과 광고, 창업 일반, 커뮤니케이션, 전자 상거래 일반 |
| 경영·금융          | 실무 과목 | 총무, 노무 관리, 비서 인사, 사무 행정, 예산·자금, 회계 실무, 세무 실무, 구매 조달 자재 관리, 공정 관리, 품질 관리, 공급망 관리, 물류 관리, 수출입 관리, 창구 사무, 금융 상품, 세일즈 카드 영업, 증권 거래 업무, 무역 금융 업무, 보험 모집, 손해 사정, 고객 관리, 전자 상거래 실무, 매장 판매, 방문 판매 |
| 보건·복지          | 기초 과목 | 인간 발달, 보육 원리와 보육, 교사, 보육 과정, 아동 생활 지도, 아동 복지, 보육 실습, 생활 서비스 산업의 이해, 복지 서비스의 기초, 사회 복지 시설의 이해, 공중 보건, 간호의 기초, 보건 간호, 기초 간호 임상 실무 |
| 보건·복지          | 실무 과목 | 영·유아 놀이 지도, 영·유아 교수 방법, 영·유아 건강·안전·영양 지도, 대인 복지 서비스, 사회 복지 시설 실무 |
| 디자인·문화 콘텐츠 | 기초 과목 | 디자인 제도, 디자인 일반, 조형, 색채 관리, 컴퓨터 그래픽, 미디어 콘텐츠 일반, 문화 콘텐츠 산업 일반, 영상 제작 기초 |
| 디자인·문화 콘텐츠 | 실무 과목 | 시각 디자인, 제품 디자인, 실내 디자인, 방송 콘텐츠 제작, 영화 콘텐츠, 제작 음악 콘텐츠 제작, 광고 콘텐츠, 제작 게임 콘텐츠 제작, 애니메이션, 콘텐츠 제작 만화 콘텐츠 제작, 캐릭터 제작, 스마트 문화 앱 콘텐츠 제작 |
| 미용·관광·레저     | 기초 과목 | 미용의 기초, 미용 안전·보건, 관광 일반, 관광 사업, 관광 서비스, 관광 영어, 관광 일본어, 관광 중국어 |
| 미용·관광·레저     | 실무 과목 | 헤어 미용, 피부 미용, 메이크업, 네일 미용, 여행 서비스 실무, 호텔 객실 서비스 실무, 호텔 식음료 서비스 실무, 카지노·유원 시설 서비스 실무 |
| 음식 조리          | 기초 과목 | 식품과 영양, 급식 관리 |
| 음식 조리          | 실무 과목 | 한국 조리, 서양 조리, 중식 조리, 일식 조리, 소믈리에, 바리스타, 바텐더 |
| 건설               | 기초 과목 | 공업 일반, 기초 제도, 토목 일반, 토목 도면 해석과 제도, 토목 기초 실습, 건축 일반, 건축 도면 해석과 제도, 건축 기초 실습, 조경 |
| 건설               | 실무 과목 | 토공·포장, 시공 측량, 지적 공간, 정보 구축, 건축 목공 시공, 건축 도장 시공, 창호 시공, 단열·수장 시공, 철근 콘크리트 시공, 건축 마감 시공, 조경 시공, 조경 관리, 조경 설계 |
| 기계               | 기초 과목 | 기계 제도, 기계 기초 공작, 전자 기계 이론, 기계 일반, 자동차 일반, 냉동 공조 일반, 유체 기계, 자동차 기관, 자동차 섀시, 자동차 전기·전자 제어, 선체 도면 독도와 제도, 선박 이론, 선박 구조, 선박 건조, 항공기 일반, 항공기 실무 기초 |
| 기계               | 실무 과목 | 기계요소 설계, 기계 제어 설계, 선반 가공, 밀링 가공, 연삭 가공, 컴퓨터 활용 생산, 측정, 성형 가공, 방전 가공, 레이저 가공, 워터제트 가공, 플라스마 가공, 사출 금형 설계, 사출 금형 제작, 사출 금형 품질 관리, 사출 금형 조립, 프레스 금형 설계, 프레스 금형 제작, 프레스 금형 품질 관리, 프레스 금형 조립, 기계 수동 조립, 운반 하역 기계 설치·정비, 건설 광산 기계 설치·정비, 섬유 기계 설치·정비, 공작 기계 설치·정비, 고무 플라스틱 기계 설치·정비, 농업용 기계 설치·정비, 승강기 설치·정비, 냉동 공조 설계, 냉동 공조 설치, 냉동 공조 유지·보수 관리, 자동차 전기·전자 장치 정비, 자동차 엔진 정비, 자동차 섀시 정비, 자동차 차체 정비, 자동차 도장, 자동차 정비 검사, 선체 가공, 선체 조립, 선박 도장, 선체 품질, 관리 기장 생산, 전장 생산, 선장 생산, 선실 의장, 생산 선체 생산 설계, 항공기 기체 제작, 항공기 엔진·프로펠러 제작, 항공기 전기·전자 장비 제작, 항공기 기체 정비, 항공기 가스 터빈 엔진 정비, 항공기 왕복 엔진 정비, 항공기 프로펠러 정비, 항공기 계통 정비, 항공기 전기·전자 장비 정비, 헬리콥터 정비, 항공기 정비 관리 |
| 재료               | 기초 과목 | 재료 시험, 세라믹 재료, 세라믹 원리·공정, 재료 일반, 산업 설비 |
| 재료               | 실무 과목 | 주조, 제선, 제강, 금속 열처리, 금속 재료 가공, 금속 재료 신뢰성 시험, 압연, 비철 금속 제련, 도금·도장, 전기·전자 재료, 광학 재료, 내열 구조 재료, 생체 세라믹 재료, 유리·법랑, 내화물, 연삭재, 도자기, 시멘트, 탄소 제품, 판금 제관, 배관, 피복 아크 용접, 가스 텅스텐 아크 용접, 이산화탄소·가스 메탈 아크 용접, 서브머지드 아크 용접, 로봇 용접 |
| 화학 공업          | 기초 과목 | 공업 화학, 제조 화학, 단위 조작 |
| 화학 공업          | 실무 과목 | 화학 분석, 화학 물질 관리, 공정 제어, 석유 화학제품, 고분자 제품 제조, 무기 공업 화학, 정밀 화학제품 제조, 바이오 화학제품 제조, 플라스틱 성형과 가공, 생산 품질 관리와 설비 관리 |
| 섬유·의류          | 기초 과목 | 섬유 재료, 섬유 공정, 염색·가공 기초, 의류 재료 관리, 패션 디자인의 기초, 의복 구성의 기초, 패션 마케팅 |
| 섬유·의류          | 실무 과목 | 방적, 방사·사가공, 제포, 염색·가공, 텍스타일 디자인, 구매 생산 관리, 생산 현장 관리, 패션 디자인의 실제, 패턴 메이킹, 비주얼 머천다이징, 서양 의복 구성과 생산, 니트 의류 생산, 가죽·모피 디자인과 생산, 패션 소품 디자인과 생산, 한국 의복 구성과 생산, 패션 상품 유통 관리 |
| 전기·전자          | 기초 과목 | 전기 회로, 전기 기기, 전기 설비, 자동화 설비, 전기·전자 기초, 전자 회로, 전기·전자 측정, 디지털 논리 회로 |
| 전기·전자          | 실무 과목 | 수력 발전 설비 운용, 화력 발전 설비 운용, 원자력 발전 설비 운용, 송변전 배전 설비 운용, 전기 기기 제작, 내선 공사, 외선 공사, 자동 제어 기기 제작, 자동 제어 시스템 운용, 전기 철도 시공 운용, 철도 신호 제어 시공 운용, 전자 부품 생산, 전자 부품 개발, 전자 기기 소프트웨어 개발, 전자 기기 개발, 정보 통신 기기 개발, 정보 통신 기기 소프트웨어 개발, 반도체 개발, 반도체 제조, 반도체 재료 제조, 디스플레이 생산, 디스플레이 장비 부품 개발, 로봇 하드웨어 개발, 로봇 소프트웨어 개발 |
| 정보·통신          | 기초 과목 | 통신 일반, 통신 시스템, 정보 통신, 방송 일반, 정보 처리와 관리, 컴퓨터 구조, 프로그래밍, 자료 구조, 컴퓨터 시스템 일반, 컴퓨터 네트워크 |
| 정보·통신          | 실무 과목 | 무선 통신 구축·운용, 유선 통신 구축·운용, 초고속망 서비스 관리 운용, 방송 제작 시스템 운용, 네트워크 프로그래밍, 시스템 운영 및 네트워크 운영, 컴퓨터 보안, 시스템 프로그래밍, 소프트웨어 구조, 응용 프로그래밍, 데이터베이스 프로그래밍 |
| 식품 가공          | 기초 과목 | 식품 과학, 식품 위생, 식품 가공 기술, 식품 분석 |
| 식품 가공          | 실무 과목 | 곡물 가공, 식품 품질 관리, 수산 식품 가공, 면류 식품 가공, 두류 식품 가공, 축산 식품 가공, 건강 기능 식품 가공, 유제품 가공, 김치·반찬 가공, 음료·주류 가공, 제과 제빵 |
| 인쇄·출판·공예     | 기초 과목 | 인쇄 일반, 디지털 이미지 재현, 출판 일반, 공예 일반, 공예 재료와 도구 |
| 인쇄·출판·공예     | 실무 과목 | 프리프레스, 평판 인쇄, 특수 인쇄, 후가공, 출판 편집, 금속 공예, 도자기 공예, 목공예, 석공예, 섬유 공예, 보석 감정, 보석 디자인 |
| 환경·안전          | 기초 과목 | 환경 화학 기초, 인간과 환경, 산업 안전 보건 기초 |
| 환경·안전          | 실무 과목 | 환경 보건 관리, 환경 공정 관리, 환경 생태 관리, 생활 환경 관리, 환경 측정 관리, 기계 안전 관리, 전기 안전 관리, 건설 안전 관리, 화공 안전 관리, 비파괴 검사 |
| 농림·수산 해양     | 기초 과목 | 농업 이해, 농업 기초 기술, 농업 경영, 재배, 농촌과 농지 개발, 농산물 유통, 농산물 유통 관리, 농산물 거래, 관광 농업, 환경 보전, 친환경 농업, 생명 공학 기술, 농업 정보 관리, 농산 식품 가공, 원예, 생산 자재, 조경 식물 관리, 화훼 장식 기초, 산림 휴양, 산림 자원, 임산 가공, 동물 자원, 반려동물 관리, 실험 동물과 기타 가축, 농업 기계, 농업 기계 공작, 농업 기계 운전·작업, 농업과 물, 농업 토목 제도·설계, 농업 토목 시공·측량, 해양의 이해, 수산·해운 산업 기초, 해양 생산 일반, 해양 정보 관리, 해양 오염·방제, 전자 통신 기초, 전자 통신 운용, 수산 일반, 수산 생물, 수산 양식 일반, 수산 경영, 수산물 유통, 양식 생물 질병, 해양 환경과 자원, 해양 레저 관광, 요트 조종, 잠수 기술 |
| 농림·수산 해양     | 실무 과목 | 수도작 재배, 전특작 재배, 종자 생산, 농업 환경 개선, 농촌 체험 상품 개발, 농촌 체험 시설 운영, 채소 재배, 과수 재배, 화훼 재배, 화훼 장식, 임업 종묘, 산림 조성, 산림 이용, 산림 보호, 임산물 생산, 버섯 재배, 펄프 제조, 목재 가공, 가금 사육, 젖소 사육, 한우 사육, 돼지 사육, 말 사육, 종축, 사료 생산, 동물 약품 제조, 연안 어업, 근해 어업, 원양 어업, 내수면 어업, 염 생산 어업, 자원 관리, 어업 환경 개선, 해면 양식, 내수면 양식, 수산 종묘 생산, 수산 생물 질병 관리, 어촌 체험 시설 운영, 어촌 체험 상품 개발, 수상 레저 기구 조종 |
| 선박 운항          | 기초 과목 | 항해 기초, 해사 일반, 해사 법규, 선박 운용, 선화 운송, 항만 물류 일반, 해사 영어, 항해사 직무, 해운 일반, 열기관, 선박 보조 기계, 선박 전기·전자, 기관 실무 기초, 기관 직무 일반 |
| 선박 운항          | 실무 과목 | 항해, 선박 통신, 선박 기관 운전, 선박 갑판 관리 |

2018년 전문 교과Ⅱ 부분 개정
2018년부터 전문 교과Ⅱ의 일부 과목과 명칭이 개정되었다. 실무 과목은 2019년부터, 기초 과목은 2020년부터 적용되었다.
| 공통 과목          | 성공적인 직업생활 | 성공적인 직업생활 |
| 경영·금융          | 기초 과목         | 상업 경제, 기업과 경영, 사무 관리, 회계 원리, 회계 정보 처리 시스템, 기업 자원 통합 관리, 세무 일반, 유통 일반, 국제 상무, 비즈니스 영어, 금융 일반, 보험 일반, 마케팅과 광고, 창업 일반, 커뮤니케이션, 전자 상거래 일반 |
| 경영·금융          | 실무 과목         | 총무, 노무 관리, 비서, 인사, 사무 행정, 예산·자금, 회계 실무, 세무 실무, 구매 조달, 자재 관리, 공정 관리, 품질 관리, 공급망 관리, 물류 관리, 수출입 관리, 원산지 관리, 유통 관리, 창구 사무, 카드 영업, 증권 거래 업무, 무역 금융 업무, 보험 모집, 손해 사정, 고객 관리, 전자 상거래 실무, 매장 판매, 방문 판매 |
| 보건·복지          | 기초 과목         | 인간 발달, 보육 원리와 보육 교사, 보육 과정, 아동 생활 지도, 아동 복지, 보육 실습, 생활 서비스 산업의 이해, 복지 서비스의 기초, 사회 복지 시설의 이해, 공중 보건, 인체 구조와 기능, 간호의 기초, 기초 간호 임상 실무, 보건 간호 |
| 보건·복지          | 실무 과목         | 영·유아 놀이 지도, 영·유아 교수 방법, 영·유아 건강·안전·영양 지도, 대인 복지 서비스, 사회 복지 시설 실무 |
| 디자인·문화 콘텐츠 | 기초 과목         | 디자인 제도, 디자인 일반, 조형, 색채 관리, 컴퓨터 그래픽, 미디어 콘텐츠 일반, 문화 콘텐츠 산업 일반, 영상 제작 기초 |
| 디자인·문화 콘텐츠 | 실무 과목         | 시각 디자인, 제품 디자인, 실내 디자인, 색채 디자인, 디지털 디자인, 방송 콘텐츠 제작, 영화 콘텐츠 제작, 음악 콘텐츠 제작, 광고 콘텐츠 제작, 게임 기획, 게임 디자인, 게임 프로그래밍, 애니메이션 콘텐츠 제작, 만화 콘텐츠 제작, 캐릭터 제작, 스마트 문화 앱 콘텐츠 제작 |
| 미용·관광·레저     | 기초 과목         | 미용의 기초, 미용 안전·보건, 관광 일반, 관광 사업, 관광 서비스, 관광 영어, 관광 일본어, 관광 중국어 |
| 미용·관광·레저     | 실무 과목         | 헤어 미용, 피부 미용, 메이크업, 네일 미용, 여행 서비스 실무, 호텔 객실 서비스 실무, 호텔 식음료 서비스 실무, 카지노 서비스 실무, 유원 시설 서비스 실무 |
| 음식 조리          | 기초 과목         | 식품과 영양, 급식 관리 |
| 음식 조리          | 실무 과목         | 한국 조리, 서양 조리, 중식 조리, 일식 조리, 소믈리에, 바리스타, 바텐더 |
| 건설               | 기초 과목         | 공업 일반, 기초 제도, 토목 일반, 토목 도면 해석과 제도, 토목 기초 실습, 건축 일반, 건축 도면 해석과 제도, 건축 기초 실습, 조경 |
| 건설               | 실무 과목         | 토공·포장 시공, 측량, 지적, 공간 정보 구축, 공간 정보 융합 서비스, 건축 목공 시공, 건축 도장 시공, 창호 시공, 단열·수장 시공, 철근 콘크리트 시공, 건축 마감 시공, 경량 철골 시공, 조경 시공, 조경 관리, 조경 설계 |
| 기계               | 기초 과목         | 기계 제도, 기계 기초 공작, 전자 기계 이론, 기계 일반, 자동차 일반, 냉동 공조 일반, 유체 기계, 자동차 기관, 자동차 섀시, 자동차 전기·전자 제어, 선체 도면 독도와 제도, 선박 이론, 선박 구조, 선박 건조, 항공기 일반, 항공기 실무 기초 |
| 기계               | 실무 과목         | 기계요소 설계, 기계 제어 설계, 선반 가공, 밀링 가공, 연삭 가공, 컴퓨터 활용 생산, 측정, 성형 가공, 방전 가공, 레이저 가공, 워터제트 가공, 플라스마 가공, 사출 금형 설계, 사출 금형 제작, 사출 금형 품질 관리, 사출 금형 조립, 프레스 금형 설계, 프레스 금형 제작, 프레스 금형 품질 관리, 프레스 금형 조립, 기계 수동 조립, 기계 소프트웨어 개발, 운반 하역 기계 설치·정비, 건설 광산 기계 설치·정비, 섬유 기계 설치·정비, 공작 기계 설치·정비, 고무 플라스틱 기계 설치·정비, 농업용 기계 설치·정비, 승강기 설치·정비, 오토바이 정비, 자전거 정비, 냉동 공조 설계, 냉동 공조 장치 설치, 보일러 장치 설치, 냉동 공조 유지·보수 관리, 보일러 설치·정비, 자동차 전기·전자 장치 정비, 자동차 엔진 정비, 자동차 섀시 정비, 자동차 차체 정비, 자동차 도장, 자동차 정비 검사, 자동차 영업, 자동차 튜닝, 선체 가공, 선체 조립, 선박 도장, 선체 품질 관리, 기장 생산, 전장 생산, 선장 생산, 선실 의장 생산, 선체 생산 설계, 항공기 기체 제작, 항공기 엔진·프로펠러 제작, 항공기 전기·전자 장비 제작, 항공기 기체 정비, 항공기 가스 터빈 엔진 정비, 항공기 왕복 엔진 정비, 항공기 프로펠러 정비, 항공기 계통 정비, 항공기 전기·전자 장비 정비, 헬리콥터 정비, 항공기 정비 관리, 소형 무인기 정비 |
| 재료               | 기초 과목         | 재료 시험, 세라믹 재료, 세라믹 원리·공정, 재료 일반, 산업 설비 |
| 재료               | 실무 과목         | 주조, 제선, 제강, 금속 열처리, 금속 재료 가공, 금속 재료 신뢰성 시험, 압연, 비철 금속 제련, 도금, 전기·전자 재료, 광학 재료, 내열 구조 재료, 생체 세라믹 재료, 유리·법랑, 내화물, 연삭재, 도자기, 시멘트, 탄소 제품, 판금 제관, 배관 시공, 피복 아크 용접, 가스 텅스텐 아크 용접, 이산화탄소·가스 메탈 아크 용접, 서브머지드 아크 용접, 로봇 용접 |
| 화학 공업          | 기초 과목         | 공업 화학, 제조 화학, 단위 조작 |
| 화학 공업          | 실무 과목         | 화학 분석, 화학 물질 관리, 화학 공정 유지 운영, 석유 화학 제품, 고분자 제품 제조, 무기 공업 화학, 기능성 정밀 화학 제품 제조, 바이오 화학 제품 제조, 플라스틱 제품 제조 |
| 섬유·의류          | 기초 과목         | 섬유 재료, 섬유 공정, 염색·가공 기초, 의류 재료 관리, 패션 디자인의 기초, 의복 구성의 기초, 패션 마케팅 |
| 섬유·의류          | 실무 과목         | 방적, 방사·사가공, 제포, 염색·가공, 텍스타일 디자인, 구매 생산 관리, 생산 현장 관리, 패션 디자인의 실제, 패턴 메이킹, 비주얼 머천다이징, 서양 의복 구성과 생산, 니트 의류 생산, 가죽·모피 디자인과 생산, 패션 소품 디자인과 생산, 한국 의복 구성과 생산, 패션 상품 유통 관리 |
| 전기·전자          | 기초 과목         | 전기 회로, 전기 기기, 전기 설비, 자동화 설비, 전기·전자 기초, 전자 회로, 전기·전자 측정, 디지털 논리 회로 |
| 전기·전자          | 실무 과목         | 수력 발전 설비 운영, 화력 발전 설비 운영, 원자력 발전 설비 운영, 원자력 발전 전기 설비 정비, 송·변전 배전 설비 운영, 직류 송배전 전력 변환 설비 제작, 직류 송배전 제어·보호 시스템 설비 제작, 전기 기기 설계, 전기 기기 제작, 전기 기기 유지 보수, 전기 설비 운영, 내선 공사, 외선 공사, 변전 설비 공사, 자동 제어 기기 제작, 자동 제어 시스템 유지 정비, 자동 제어 시스템 운영, 전기 철도 시공, 전기 철도 시설물 유지 보수, 철도 신호 제어 시공, 철도 신호 제어 시설물 유지 보수, 전자 제품 기획, 전자 제품 생산, 전자 부품 기획, 전자 부품 생산, 전자 부품 기구 개발, 전자 부품 소프트웨어 개발, 전자 제품 설치·정비, 전자 제품 영업, 가전 기기 시스템 소프트웨어 개발, 가전 기기 응용 소프트웨어 개발, 산업용 전자 기기 소프트웨어 개발, 전자 응용 기기 소프트웨어 개발, 가전 기기 하드웨어 개발, 가전 기기 기구 개발, 산업용 전자 기기 하드웨어 개발, 산업용 전자 기기 기구 개발, 전자 응용 기기 하드웨어 개발, 전자 응용 기기 기구 개발, 정보 통신 기기 하드웨어 개발, 정보 통신 기기 기구 개발, 정보 통신 기기 소프트웨어 개발, 반도체 개발, 반도체 제조, 반도체 장비, 반도체 재료, 디스플레이 개발, 디스플레이 생산, 디스플레이 장비 부품 개발, 로봇 하드웨어 설계, 로봇 기구 개발, 로봇 소프트웨어 개발, 로봇 지능 개발, 로봇 유지 보수, 의료 기기 인허가, 의료 기기 생산, 의료 기기 연구·개발, 광부품 개발, 레이저 개발, LED 기술 개발, 3D 프린터 개발, 3D 프린터용 제품 제작, 가상 훈련 시스템 설계·검증, 가상 훈련 구동 엔지니어링 |
| 정보·통신          | 기초 과목         | 통신 일반, 통신 시스템, 정보 통신, 방송 일반, 정보 처리와 관리, 컴퓨터 구조, 프로그래밍, 자료 구조, 컴퓨터 시스템 일반, 컴퓨터 네트워크 |
| 정보·통신          | 실무 과목         | 네트워크 구축, 유선 통신 구축, 무선 통신 구축, 초고속망 서비스 관리 운용, 방송 제작 시스템 운용, 네트워크 프로그래밍, 시스템 관리 및 지원, 컴퓨터 보안, 시스템 프로그래밍, 응용 프로그래밍 개발, 응용 프로그래밍 화면 구현, 데이터베이스 프로그래밍, 빅데이터 분석, 사물 인터넷 서비스 기획, 정보 보호 관리 |
| 식품 가공          | 기초 과목         | 식품 과학, 식품 위생, 식품 가공 기술, 식품 분석 |
| 식품 가공          | 실무 과목         | 곡물 가공, 떡 제조, 식품 품질 관리, 수산 식품 가공, 면류 식품 가공, 두류 식품 가공, 축산 식품 가공, 건강 기능 식품 가공, 유제품 가공, 김치·반찬 가공, 음료·주류 가공, 농산 식품 저장, 농산 식품 유통, 제과, 제빵 |
| 인쇄·출판·공예     | 기초 과목         | 인쇄 일반, 디지털 이미지 재현, 출판 일반, 공예 일반, 공예 재료와 도구 |
| 인쇄·출판·공예     | 실무 과목         | 프리프레스, 특수 인쇄, 출판 편집, 도자기 공예, 석공예, 보석 감정, 평판 인쇄, 후가공, 금속 공예, 목공예, 섬유 공예, 귀금속·보석 디자인 |
| 환경·안전          | 기초 과목         | 환경 화학 기초, 인간과 환경, 산업 안전 보건 기초 |
| 환경·안전          | 실무 과목         | 수질 관리, 대기 관리, 폐기물 관리, 소음 진동 측 정, 산업 환경 보건, 환경 생태 관리, 기계 안전 관리, 전기 안전 관리, 건설 안전 관리, 화공 안전 관리, 가스 안전 관리 |
| 농림·수산 해양     | 기초 과목         | 농업 이해, 농업 기초 기술, 농업 경영, 재배, 농촌과 농지 개발, 농산물 유통, 농산물 유통 관리, 농산물 거래, 관광 농업, 환경 보전, 친환경 농업, 생명 공학 기술, 농업 정보 관리, 농산 식품 가공, 원예, 생산 자재, 조경 식물 관리, 화훼 장식 기초, 산림 휴양, 산림 자원, 임산 가공, 동물 자원, 기초 과목, 반려동물 관리, 실험 동물과 기타 가축, 농업 기계, 농업 기계 공작, 농업 기계 운전·작업, 농업과 물, 농업 토목 제도·설계, 농업 토목 시공·측량, 해양의 이해, 수산·해운 산업 기초, 해양 생산 일반, 해양 정보 관리, 해양 오염·방제, 전자 통신 기초, 전자 통신 운용, 수산 일반, 수산 생물, 수산 양식 일반, 수산 경영, 수산물 유통, 양식 생물 질병, 해양 환경과 자원, 해양 레저 관광, 요트 조종, 잠수 기술 |
| 농림·수산 해양     | 실무 과목         | 수도작 재배, 전특작 재배, 육종, 종자 생산, 종자 유통 보급, 농업 생산 관리, 농촌 체험 상품 개발, 농촌 체험 시설 운영, 농산물 품질 관리, 채소 재배, 과수 재배, 화훼 재배, 화훼 장식, 임업 종묘, 산림 조성, 산림 보호, 임산물 생산, 버섯 재배, 펄프·종이 제조, 목재 가공, 가금 사육, 젖소 사육, 한우 사육, 돼지 사육, 말 사육, 종축, 사료 생산, 동물 약품 제조, 애완동물 미용, 수의 보조, 바이오 의약품 제조, 농업 생산 환경 조성, 연안 어업, 근해 어업, 원양 어업, 내수면 어업, 염 생산, 어업 자원 관리, 어업 환경 개선, 해면 양식, 내수면 양식, 수산 종묘 생산, 수산 생물 질병 관리, 어촌 체험 시설 운영, 어촌 체험 상품 개발, 수상 레저 기구 조정, 일반 잠수, 산업 잠수 |
| 선박 운항          | 기초 과목         | 항해 기초, 해사 일반, 해사 법규, 선박 운용, 선화 운송, 항만 물류 일반, 해사 영어, 항해사 직무, 해운 일반, 열기관, 선박 보조 기계, 선박 전기·전자, 기관 실무 기초, 기관 직무 일반 |
| 선박 운항          | 실무 과목         | 선박 운항 관리, 선박 안전 관리, 선박 통신, 선박 갑판 관리, 선박 기기 운용, 기관사 직무, 선박 기관 정비, 선박 보조기계 정비 |

### 창의적 체험활동
창의적 체험활동은 자율 활동, 동아리 활동, 봉사 활동, 진로 활동으로 이루어져 있다.

## 같이 보기
- 대학수학능력시험
- 학교생활기록부
- 대한민국의 대학 입시 제도
- 대한민국 중고등학교 기초한자 목록